# Metasinella
Genre
Metasinella est un genre de collemboles de la famille des Lepidocyrtidae.

## Distribution
Les espèces de ce genre se rencontrent aux Antilles et dans des grottes de la péninsule du Yucatán.

## Liste des espèces
Selon Checklist of the Collembola of the World (version du 25 août 2019) :
- Metasinella (Metasinella) Denis, 1929
  - Metasinella acrobates Denis, 1929
- Metasinella (Sulcuncus) Mills, 1938
  - Metasinella borincana Mari Mutt & Gruia, 1983
  - Metasinella coralia Mari Mutt & Gruia, 1983
  - Metasinella falcifera (Mills, 1938)
  - Metasinella millsi Mari Mutt & Gruia, 1983
  - Metasinella nunezi Massoud & Gruia, 1973
  - Metasinella radkei Soto-Adames & Anderson, 2017
  - Metasinella rapoporti Massoud & Gruia, 1973
  - Metasinella subfusa (Wray, 1953)
  - Metasinella topotypica Bonet, 1944
  - Metasinella wrayi Mari Mutt & Gruia, 1983

## Publications originales
- Denis, 1929 : Notes sur les Collemboles récoltés dans ses voyages par le Prof. F. Silvestri. Bollettino del Laboratorio Di Zoologia Generale E Agraria Della R. Scuola Superiore d'Agricoltura in Portici, vol. 22, p. 160-180.
- Mills, 1938 : Collembola from Yucatan caves. Carnegie Institution Publication, no 491, p. 183-190.